# Anna, Illinois
Anna är en ort i Union County i den amerikanska delstaten Illinois. Alla av stadens afroamerikanska invånare blev bortkörda år 1909. På det sättet etablerade de vita rasisterna en så kallad sundown town där afroamerikaner som vistades i Anna förväntades ha lämnat staden vid solnedgången.